# 돌양지꽃
돌양지꽃(-陽地-)은 장미과에 딸린 여러해살이풀이다. 한국, 일본, 중국 등 아시아 온대 지역에 자생한다.

## 사진

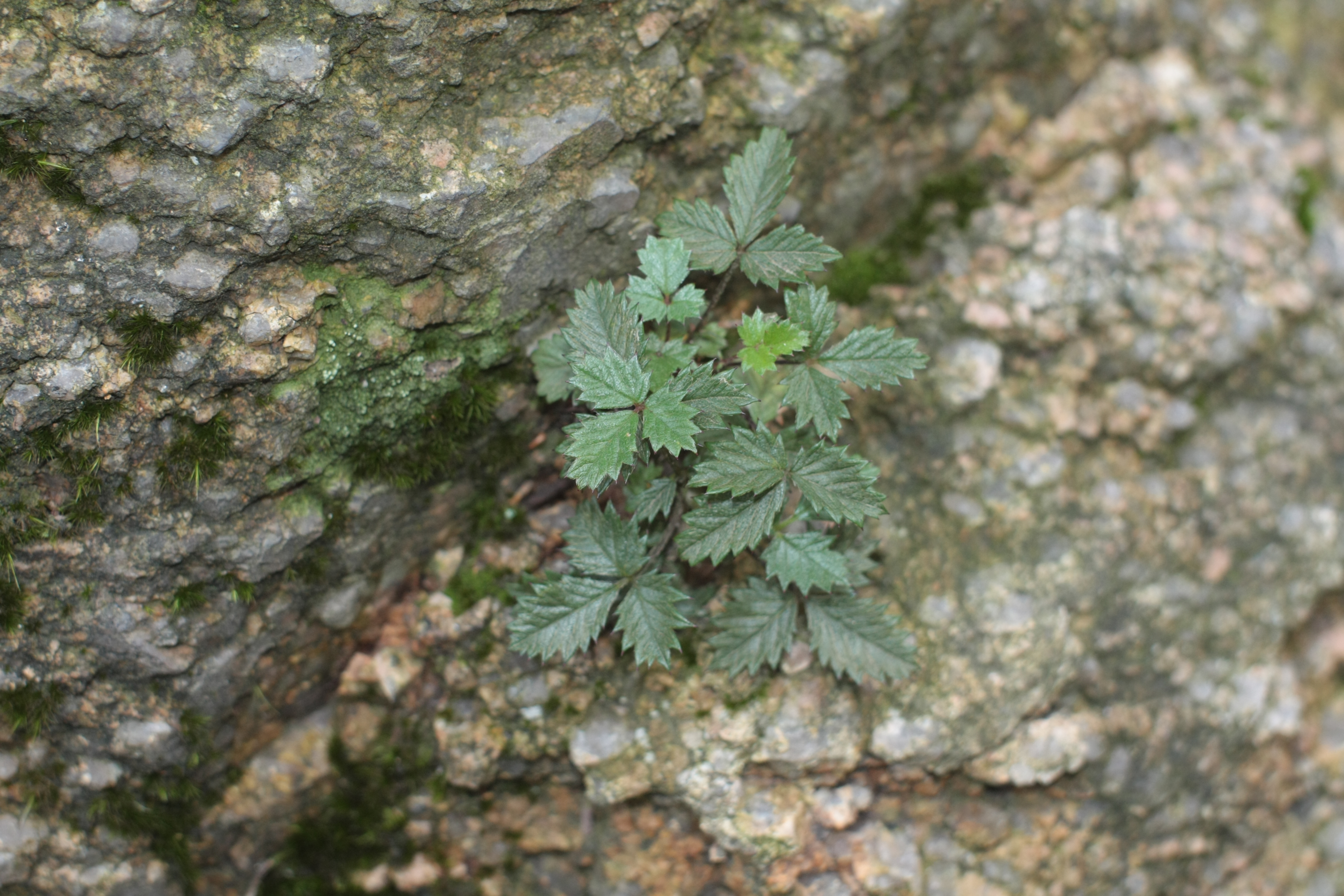
어린 것
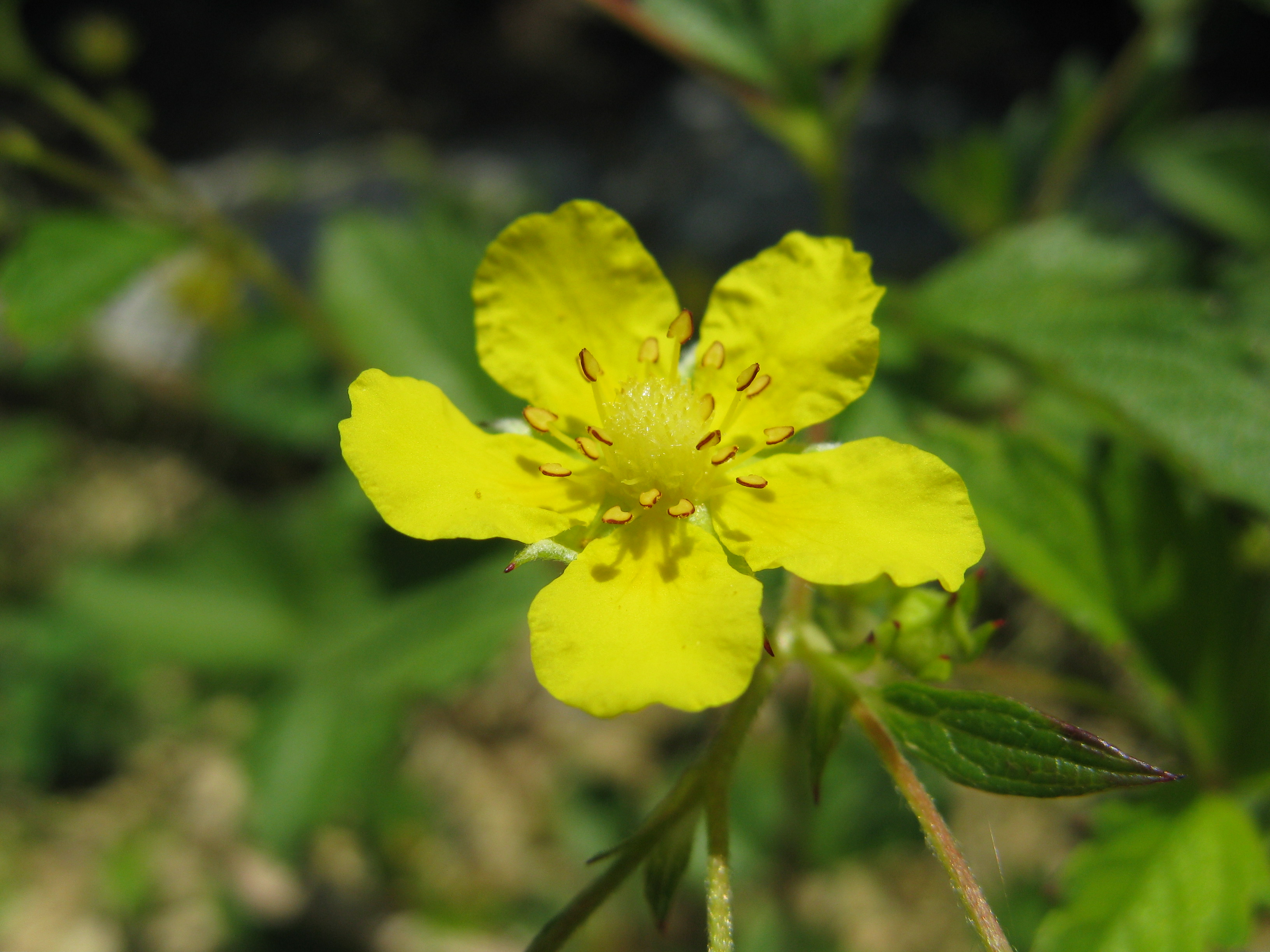
꽃